# Летописец вскоре
«Летописец вскоре» патриарха Никифора — переводной краткий хронологический свод, памятник древнерусской литературы, основанный на византийской хронике «Краткий Хронографикон» (греч. «Χρονογραφικὸν σύντομον»), составленной в IX веке патриархом Константинопольским Никифором.

## Текстология и содержание
«Летописец вскоре» известен в рукописях различного состава: Кормчие, летописные сборники, сборники историко-литературного содержания.
В списках имеет названия: «Преподобного (или Пресвятого), отца нашего Никифора патриарха Констянтинграда летописец вскоре», «Никифора патриарха Царяграда летописец», «Никифора патриарха Царяграда летописец въкратце изложен» и др.
В древнерусской традиции известно 52 списка XIII—XIX веков. Самый ранний список находится в Новгородской Кормчей книге. По мнению Н. В. Степанова и М. Н. Тихомирова, этот список принадлежит ко второй редакции.
Списки объединяются в три основные редакции: первая, Нераспространённая, вторая, Распространённая и третья, Сводная. Вторая редакция разделяется на четыре вида, третья редакция — на три. Выделяются две особые редакции, каждая в единственном списке — Ефросиновская редакция и список XV века из Никифоровского сборника, имеющий обширные вставки из Хроники Георгия Амартола.
Имеются также списки XVI—XIX веков, приписываемые «Летописцу вскоре», но не соотносятся ни с одной из редакций. Они содержат выборочные сведения и описания из «Летописца вскоре» и дополнительные хронологические выкладки из других хронографических сочинений, предположительно, из ещё не отождествлённых малых хроник.
Все три древнерусских редакции восходят к одному переводу. Первая редакция (изучена Я. Н. Щаповым) лучше других передаёт оригинал. Вторая является переделкой первой. В ней прослеживается влияние большого числа широко известных сюжетов хронографической литературы. Включает сведения из истории славян. Третья редакция соединяет две предшествующих и включает материал ряда дополнительных источников. Ряд этих источников представляет собой переводы или переделки малых византийских хроник, например, «Цари, царствующие в Царьграде, православнии же и еретици», «счет лет» (греч. ψῆφος ’ετῶν).
Предположительно, перевод «Краткого Хронографикона» сделан в конце IX — начале X века в Болгарии с первой греческой редакции. В то же время он, вероятно, был включён в состав Кормчей и в числе других болгарских переводов был заимствован на Руси. В древнерусской среде он был переработан, взаимодействовав с другими памятниками. Вторая редакция датируется XIII веком. Хотя летописец находится в составе памятника церковного происхождения пергаменной Новгородской Кормчей книге, в нём почти нет новгородских известий, но есть относительно много ростовских известий, в том числе редчайших записей, относящихся к 1260—1270 годам, вставленных современником событий — ростовским летописцем. В этой редакции в сжатом виде появляется сообщение о призвании на Русь варягов во главе с Рюриком и его братьями. Третья редакция датируется второй половиной XV века. В этом формировалась будущая концепция «Москва — третий Рим». Она нашла выражение, в частности, в создании Сокращённых летописных сводов конца XV века, прологом к которым стала новая редакция «Летописца вскоре».

## Влияние
«Летописец вскоре» имел большое влияние на древнерусское летописание и хронографию.
Предполагается, что «Летописец вскоре» связан с текстом хронологических выкладок в Изборнике Святослава 1073 года. «Краткий Хронографикон» повлиял на сочинение болгарского автора IX века Константина Преславского «Историкии за Бога въкратце», «Повесть временных лет». «Летописец вскоре» оказал влияние на «Учение о числах» XII века Кирика Новгородца, «Повесть о житии Александра Невского». Однако сопоставления произведения Никифора с текстами данных памятников показывают, что использовался не только «Летописец вскоре»: вероятно, древнерусским книжникам, наряду с обширными трудами Иоанна Малалы, Георгия Синкелла, Георгия Амартола, были известны разнообразные формы малых византийских хроник, оригинально ими интерпретированные.

## Источниковедение
В научной литературе текст «Летописца вскоре» начинает упоминаться в связи с открытием и изучением Изборника Святослава 1073 года. Изучением памятника занимались Н. В. Степанов, А. А. Шахматов, М. Н. Тихомиров, А. Н. Насонов, Д. С. Лихачёв, Р. П. Дмитриева, Я. С. Лурье, Е. К. Пиотровская, Я. Н. Щапов.

## Издания
Издание греческого текста
- Boor С. de. Nicephori archiepiscopi constantinopolitani opuscula historica. Lipsiae, 1880.

Издания древнерусского текста
- Полное собрание русских летописей. — СПб., 1846. — Т. 1, Приложения. — С. 248—252;
- Полное собрание русских летописей. — СПб., 1862. — Т. 9. — С. XVI—XXII;
- Степанов Н. В. Летописец вскоре патриарха Никифора в Новгородской Кормчей // Известия Отделения русского языка и словесности Академии наук. — 1912. — Т. 17, кн. 3. — С. 295—320;
- Тихомиров М. Н. Забытые и неизвестные произведения русской письменности // Археографический ежегодник за 1960 г. — М., 1962. — С. 234—243;
- Полное собрание русских летописей. — 1962. — Т. 27. — С. 165—172 и 301—307;
- Щапов Я. Н. Византийские хронографические сочинения в древнерусской кормчей Ефремовской редакции // Летописи и хроники. — 1976. — М., 1976. — С. 252—263.